# Лъдженски мост (Мущени)
Лъдженският мост (на гръцки: Πολυγέφυρο στην Πιέρια κοιλάδα) е стар каменен мост в Егейска Македония, Гърция, в кушнишкото село Мущени (Мустени).
Мостът е разположен в долината на Лъджа (Мармара) южно от Мущени. Мостът се състои от 6 последователни арки, като образува проход с ширина 3 метра и позволява безопасното преминаване на хора и стоки през блатистите земи на долината, които често са наводнявани от преливанията на река Лъджа. Има мнения, че е отпреди османската епоха. Голямата ширина на пътя и общият размер на проекта демонстрират голямото значение на тази пътна ос.
Шестте арки, оцелели днес, образуват линия с дължина 120 метра. Първата и втората от арките, към страната на речния насип, са най-големи с дължина около 8 метра всяка. Има още три по-малки, които, за съжаление, в по-голямата си част са засипани, а последният, затрупан и полуразрушен, се намира отсреща на съседния селски път, чието отваряне вероятно е разрушило друга арка. Общият брой арки и общата дължина на моста са неизвестни. Мостът пострадва и от иманяри.